# Сімен Агдестейн
Сімен Агдестейн(норв. Simen Agdestein; народився 15 травня 1967 року, Аскер) — норвезький шахіст (гросмейстер) та футболіст.

## Біографія
Сімен з дитинства займався шахами і в 1982 році в п'ятнадцять років став наймолодшим чемпіоном Норвегії в історії (згодом він був чемпіоном країни ще шість разів). У тому ж році він дебютував на шаховій олімпіаді, де показав кращий індивідуальний результат на четвертій дошці. У 1983 році Агдестейн на турнірі у Йевіку переміг екс-чемпіона світу Бориса Спаського. У 1985 році він зайняв шосте місце на міжзональному турнірі і став першим в історії Норвегії гросмейстером.
З середини 1980-х Агдестейн грав у футбол у клубі другого норвезького дивізіону «Люн», поєднуючи футбол з шахами (для участі в турнірах він залишив розташування команди) та навчанням на соціолога в Університеті Осло. У 1988-1989 роках Агдестейн провів 8 матчів за збірну Норвегії і забив один гол. Одночасно з цим у 1989 році він досяг шістнадцятого місця у світовому шаховому рейтингу. Футбольна кар'єра Агдестейна закінчилася в 1992 році через повторного розриву зв'язок. Шахові результати в 1990-х теж пішли на спад, пріоритетом стала навчання (у 1995 році Агдестейн отримав вчений ступінь Cand.polit.).
У 1997 році Агдестейн видав шаховий підручник. У наступному році він заснував шахову школу у Берумі. Одним з тих, хто займався у Берумі під керівництвом Агдестейна, був майбутній чемпіон світу Магнус Карлсен. Пізніше брат Сімена Еспен став менеджером Карлсена, а Сімен написав його біографію.
У 1999 році Агдестейн переміг у опені в Каппель-ла-Гранд, у 2003 році — у турнірі на острові Мен. У 2014 році він брав участь у турнірі в Ставангері, але посів останнє, десяте місце.

## Зміни рейтингу
| На цьому місці має відображатися графік чи діаграма, однак з технічних причин його відображення наразі вимкнено. Будь ласка, не видаляйте код, який викликає це повідомлення. Розробники вже працюють для того, щоби відновити штатне функціонування цього графіка або діаграми. | |
| | На цьому місці має відображатися графік чи діаграма, однак з технічних причин його відображення наразі вимкнено. Будь ласка, не видаляйте код, який викликає це повідомлення. Розробники вже працюють для того, щоби відновити штатне функціонування цього графіка або діаграми. |